# Paradidactylia biseriatus
Paradidactylia biseriatus är en skalbaggsart som beskrevs av Schmidt 1908. Paradidactylia biseriatus ingår i släktet Paradidactylia och familjen Aphodiidae. Inga underarter finns listade i Catalogue of Life.